# Marie de Roumanie (1964)
Pour les articles homonymes, voir Marie de Roumanie.
Marie de Roumanie (en roumain : Maria a României), née le 13 juillet 1964 à Copenhague, est la cinquième et plus jeune fille du roi Michel Ier de Roumanie et de son épouse Anne de Bourbon-Parme.
Depuis 2015, Marie vit en Roumanie et assume des fonctions officielles au nom de la famille royale roumaine.

## Jeunesse
Marie de Roumanie naît le 13 juillet 1964 à l'hôpital universitaire de Copenhague Gentofte, à Copenhague, au Danemark. Elle est la plus jeune des cinq filles du roi Michel Ier et de la reine Anne. Elle voit le jour alors que son père est aux États-Unis pour le compte du New York Stock Exchange. Michel est informé de la naissance de Marie par téléphone.
Marie est baptisée au sein de l'Église orthodoxe roumaine, avec comme marraine sa sœur aînée, la princesse Margareta. Elle reçoit ce prénom en hommage à la reine Marie, son arrière-grand-mère paternelle.
La princesse Marie effectue ses études primaires et secondaires en Suisse, où sa famille vit en exil. Au cours de leur enfance, ses sœurs et elle se faisaient raconter par leur père, « des histoires fascinantes d'un pays qu'elles ne pouvaient pas visiter ». Elle déménage ensuite aux États-Unis pour poursuivre des études de puériculture.

## Vie professionnelle
Marie passe la majeure partie de sa vie aux États-Unis où elle s'occupe des relations publiques pour des entreprises privées. Lors de la révolution roumaine de 1989, elle s'efforce d'aider les victimes, avec le reste de la famille royale. À New York, Marie vient en aide aux nombreux parents américains des personnes tuées lors du soulèvement. Lorsque la situation en Roumanie finit par s'apaiser, elle quitte sa carrière dans les relations publiques pour s'installer au Nouveau-Mexique où elle travaille dans des sociétés de conseil, jusqu'à son retour en Roumanie en 2015.

## Activités en Roumanie
Marie visite la Roumanie avec ses parents et d'autres membres de sa famille en 1997. Elle se rend ensuite régulièrement dans le pays pour Noël ou pour des événements familiaux, tels que le 60e anniversaire de mariage de ses parents et le 90e anniversaire du roi Michel. Le 7 mai 2014, Marie est élevée au rang de grand-croix dans l'ordre de la Couronne par la princesse héritière Margareta lors d'une cérémonie au palais Elisabeta.
En janvier 2015, il est annoncé que Marie va s'installer en Roumanie de manière permanente afin de mener des activités officielles au sein de la famille royale. Marie est présente à Bucarest le même mois, à l'occasion des cérémonies commémorant les 25 ans du retour de la famille royale. Elle représente sa sœur Margareta, gardienne de la Couronne, lors de nombreux événements dans le pays et accepte un certain nombre de patronages, notamment celui de l'organisation humanitaire Concordia.
Le 21 avril 2015, la princesse Marie devient ambassadrice de l'entreprise roumaine de cosmétiques Farmec (en), participant à des projets visant à promouvoir les produits créés par le laboratoire de recherche de l'entreprise, ainsi que les activités de responsabilité sociale menées par Farmec.

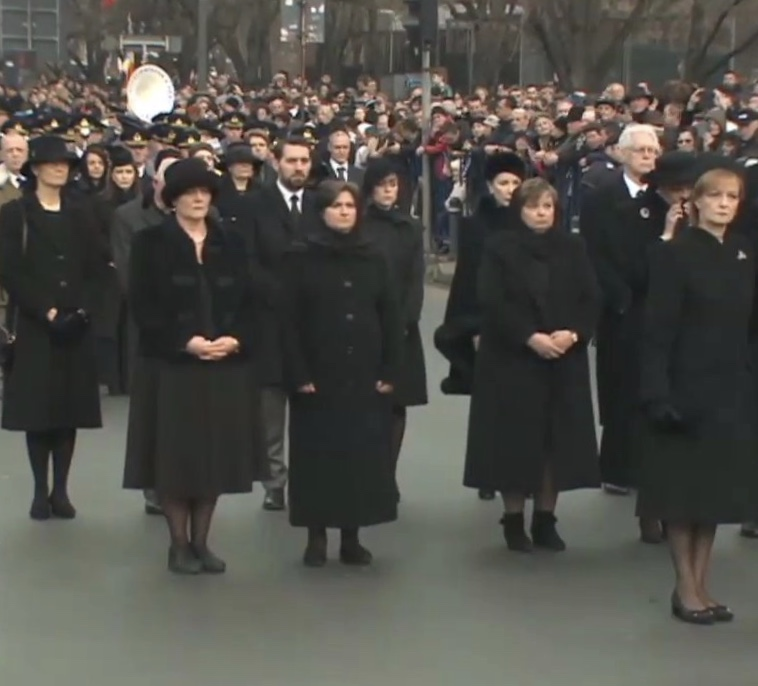
La famille royale lors des funérailles du roi Michel Ier (roi de Roumanie) en 2017.

Durant la maladie de leur père, Marie et ses sœurs se relaient auprès de lui à son domicile d'Aubonne, en Suisse ; c'est pendant le séjour de Marie que le roi Michel Ier meurt, le 5 décembre 2017, à l'âge de 96 ans.

## Mariage et divorce
Le 16 septembre 1995, Marie de Roumanie épouse Kazimierz Mystkowski (né le 13 septembre 1958), un ingénieur en informatique polonais, issu de la famille noble Mystkowski, fils d'Eugeniusz Mystkowski et de Janina Wadelowska. Le mariage est célébré en la cathédrale de la Sainte-Trinité à New York, en présence de la famille royale roumaine, des parents de Kazimierz, du diadoque Paul et de la princesse Marie-Chantal de Grèce, nouvellement mariés. Le couple divorce en décembre 2003 sans avoir eu d'enfants.

## Titulature
- 13 juillet 1964 – 10 mai 2011 : Son Altesse Royale la princesse Marie de Roumanie, princesse de Hohenzollern-Sigmaringen.
- Depuis le 10 mai 2011 : Son Altesse Royale la princesse Marie de Roumanie.

## Honneurs dynastiques
- Grand-croix de l'ordre de la Couronne (2014)[13].
- Dame de la décoration royale du gardien de la Couronne roumaine (2015)[14].